# بيدرو فيرنانديث دي كاسترو وأندرادي

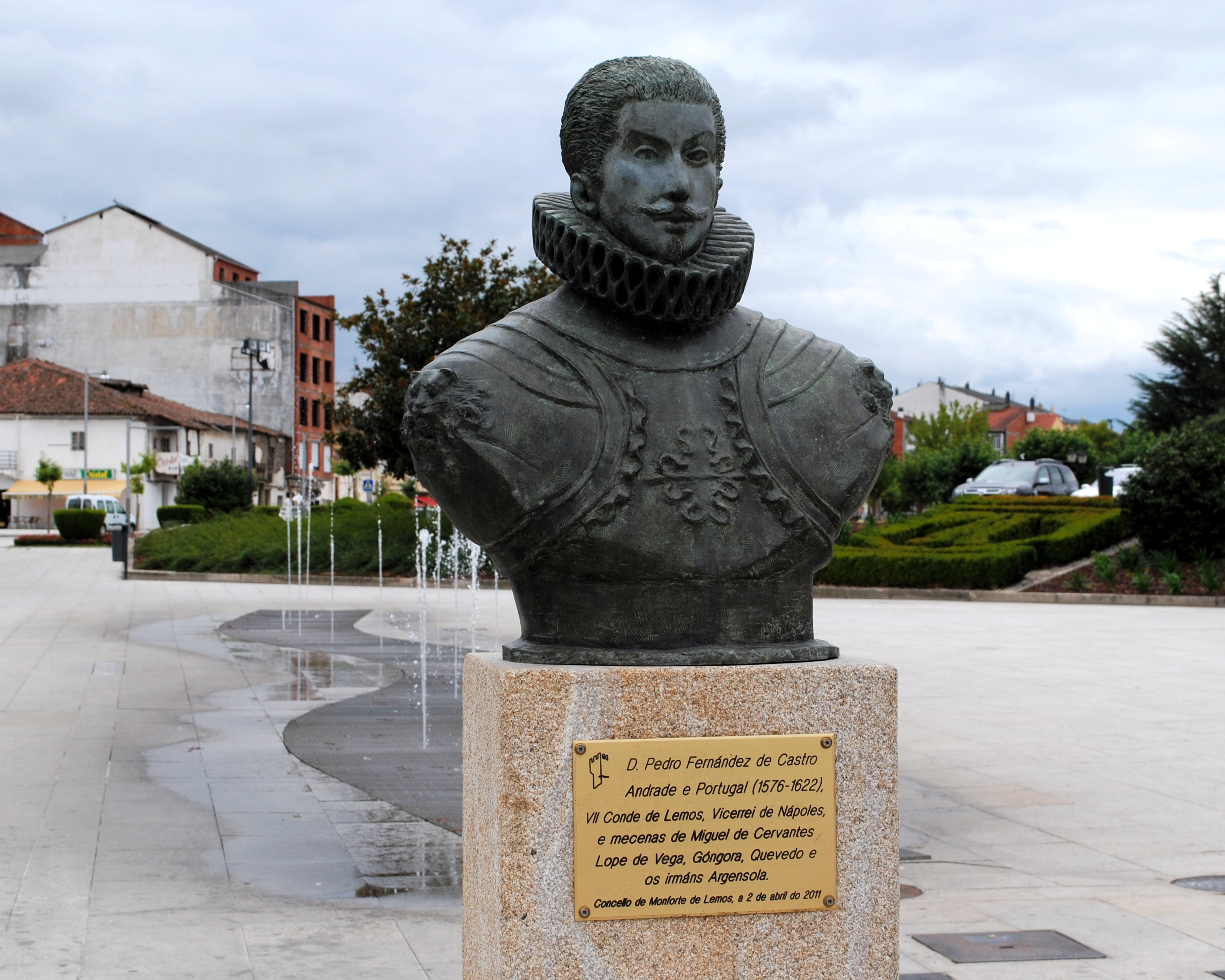
بيدرو فيرنانديث دي كاسترو وأندرادي في مونفورت دي ليموس.

بيدرو فيرنانديث دي كاسترو وأندرادي (بالإسبانية: Pedro Fernández de Castro y Andrade)‏ كونت ليموس السابع والماركيث الرابع لساريا بمقاطعة لوغو والكونت الخامس لكولادو فيلالبا. وُلد في مونفورت دي ليموس عام 1576 وتوفي في مدريد عام 1622. وشغل فيرنانديث منصب رئيس مجلس جزر الهند عندما بلغ عامه السابع والعشرين، وقال عنه الملك فيليب الثالث أن المنصب تشرف بتوليه المسئولية. وتم تنصيبه واليًا على نابولي في 21 أغسطس عام 1608، وقيل عنه وقتها: أنه فارس عاقل، بالرغم من صغر سنه.
أهدى له الأديب الإسباني ميجيل دي ثيربانتس روايته البيزنطية الأخيرة التي تحمل اسم أعمال بيرسيليس وسيخيسموندا والتي كتبها في 19 أبريل عام 1616، قبل أربعة أيام من وفاته ووقعها قبل الوفاة بيومين وابتدأها بالأبيات الشعرية على النحو التالي:
وكلى ولع واشتياق للموت